# Вальтер Фрейтаг
Вальтер Ебергард Фрейтаг (нім. Walter Eberhard Freytag; 2 липня 1892, Флехтінген — 6 лютого 1982, Дрезден) — німецький воєначальник, генерал-майор вермахту і Казарменної народної поліції.

## Біографія
Син орендатора Віктора Фрейтага і його дружини Марі, уродженої баронеси фон Шпехт. 5 березня 1912 року вступив в Прусську армію. Учасник Першої світової війни, служив у піхоті. Після демобілізації армії залишений в рейхсвері. З 1 квітня 1939 року — комендант Брюнна. З 10 квітня 1941 року — командир 240-го піхотного полку. 5 вересня 1941 року захворів і був відправлений на лікування. 6 листопада 1941 року повернувся в полк. 4 грудня 1941 року знову захворів і був відправлений на лікування. 7 січня 1941 року відправлений в резерв ОКГ. З 1 березня 1942 року — командир 769-го піхотного полку. З 12 липня 1942 року — комендант Смоленська. В серпні 1942 року знову захворів і був відправлений на лікування. 5 листопада 1942 року знову відправлений в резерв ОКГ. З 1 грудня 1942 року — комендант Краснодара. 26 грудня 1942 року знову захворів і був відправлений на лікування. 4 лютого 1943 року знову відправлений в резерв ОКГ. 15 березня 1943 року — відряджений в штаб групи армій «Північ», 20 березня — в штаб 18-ї армії, 15 травня — в 721-й, з 20 травня — в 71-й східний підрозділ особливого призначення. 2 серпня 1943 року знову захворів і був відправлений на лікування. 10 жовтня 1943 року знову відправлений в резерв ОКГ. 8листопада 1943 року відряджений в штаб 20-го військового округу. З 1 грудня 1943 року — комендант Данцига. В лютому 1945 року захворів і 20 лютого знову був відправлений в резерв ОКГ.
12 серпня 1945 року арештований радянською окупаційною владою. Член Національного комітету «Вільна Німеччина». 28 вересня 1949 року звільнений. В 1949 році вступив у Демократичну селянську партію, в 1952 році перейшов в СЄПН. З 1 листопада 1949 року — командир вищого училища народної поліції в Кохштедті, з 1 жовтня 1952 року — вищого училища Казарменної народної поліції в Дрездені. 31 грудня 1953 року звільнений у відставку.

## Звання
- Лейтенант (18 серпня 1913, патент від 19 серпня 1911)
- Оберлейтенант (5 жовтня 1916)
- Гауптман (11 січня 1924)
- Майор (1 жовтня 1933)
- Оберстлейтенант (20 квітня 1936)
- Оберст (1 січня 1939)
- Генерал-майор (1 серпня 1942)

## Нагороди
- Залізний хрест
  - 2-го класу (3 вересня 1914)
  - 1-го класу (5 вересня 1915)
- Почесний хрест (Шварцбург) 3-го класу з мечами (14 січня 1915)
- Хрест «За військові заслуги» (Брауншвейг)
  - 2-го класу (1 листопада 1915)
  - 1-го класу (3 червня 1918)
  - бойові відзнака до хреста 2-го класу (13 червня 1918)
- Хрест «За військові заслуги» (Ліппе) (1 січня 1916)
- Королівський орден дому Гогенцоллернів, лицарський хрест з мечами (15 червня 1918)
- Нагрудний знак «За поранення» в чорному (20 липня 1918)
- Почесний хрест ветерана війни з мечами (1 січня 1935)
- Медаль «За вислугу років у Вермахті»
  - 4-го, 3-го і 2-го класу (18 років; 2 жовтня 1936) — отримав 3 нагороди одночасно.
  - 1-го класу (25 років; 1937)
- Застібка до Залізного хреста 2-го і 1-го класу
- Почесна застібка на орденську стрічку для Сухопутних військ (5 лютого 1945)
- Орден «За заслуги перед Вітчизною» в бронзі (1962)
- Бойовий орден «За заслуги перед народом і Вітчизною» в бронзі